# Entrichella constricta
Entrichella constricta is een vlinder uit de familie wespvlinders (Sesiidae), onderfamilie Tinthiinae.
Entrichella constricta is voor het eerst wetenschappelijk beschreven door Butler in 1878. De soort komt voor in het Palearctisch gebied.